# Veľký Slavkov
Veľký Slavkov (em alemão: Groß Schlagendorf; húngaro: Nagyszalók; polonês/polaco: Wielki Sławków) é um município da Eslováquia, situado no distrito de Poprad, na região de Prešov. Tem 12,21 km² de área e sua população em 2018 foi estimada em 1.428 habitantes.

## Demografia
| Ano:        | 1994 | 2004   | 2014    | 2024 |
| ----------- | ---- | ------ | ------- | ---- |
| Broj ljudi: | 1071 | 1145   | 1320    | 1518 |
| Razlika:    |      | +6,90% | +15,28% | +15% |

| Ano:               | 2023 | 2024   |
| ------------------ | ---- | ------ |
| Número de pessoas: | 1524 | 1518   |
| Diferença:         |      | -0,39% |